# U-18 오세아니아 야구 선수권 대회
U-18 오세아니아 야구 선수권 대회(U-18 Oceania Baseball Championship, U-18 BCO Championships)는 WBSC 오세아니아가 주관하는 국제 야구 대회로 18세 이하의 선수들이 참가한다. WBSC U-18 야구 월드컵의 오세아니아 지역 예선을 겸한다.

## 대회 결과
| 연도 | 개최국         | 우승           | 준우승         | 3위             |
| 2004 | 팔라우         | 오스트레일리아 | 팔라우         | 북마리아나 제도 |
| 2006 | 오스트레일리아 | 오스트레일리아 | 뉴질랜드       | 없음            |
| 2012 | 괌             | 오스트레일리아 | 뉴질랜드       | 괌              |
| 2013 | 오스트레일리아 | 대회 취소      | 대회 취소      | 대회 취소       |
| 2015 | 뉴질랜드       | 오스트레일리아 | 뉴질랜드       | 괌              |
| 2017 | 오스트레일리아 | 오스트레일리아 | 뉴질랜드       | 괌              |
| 2019 | 괌             | 오스트레일리아 | 아메리칸사모아 | 괌              |
| 2022 | 뉴질랜드       | 오스트레일리아 | 뉴질랜드       | 괌              |
| 2024 | 오스트레일리아 | 오스트레일리아 | 뉴질랜드       | 없음            |